# Фотография в Индии

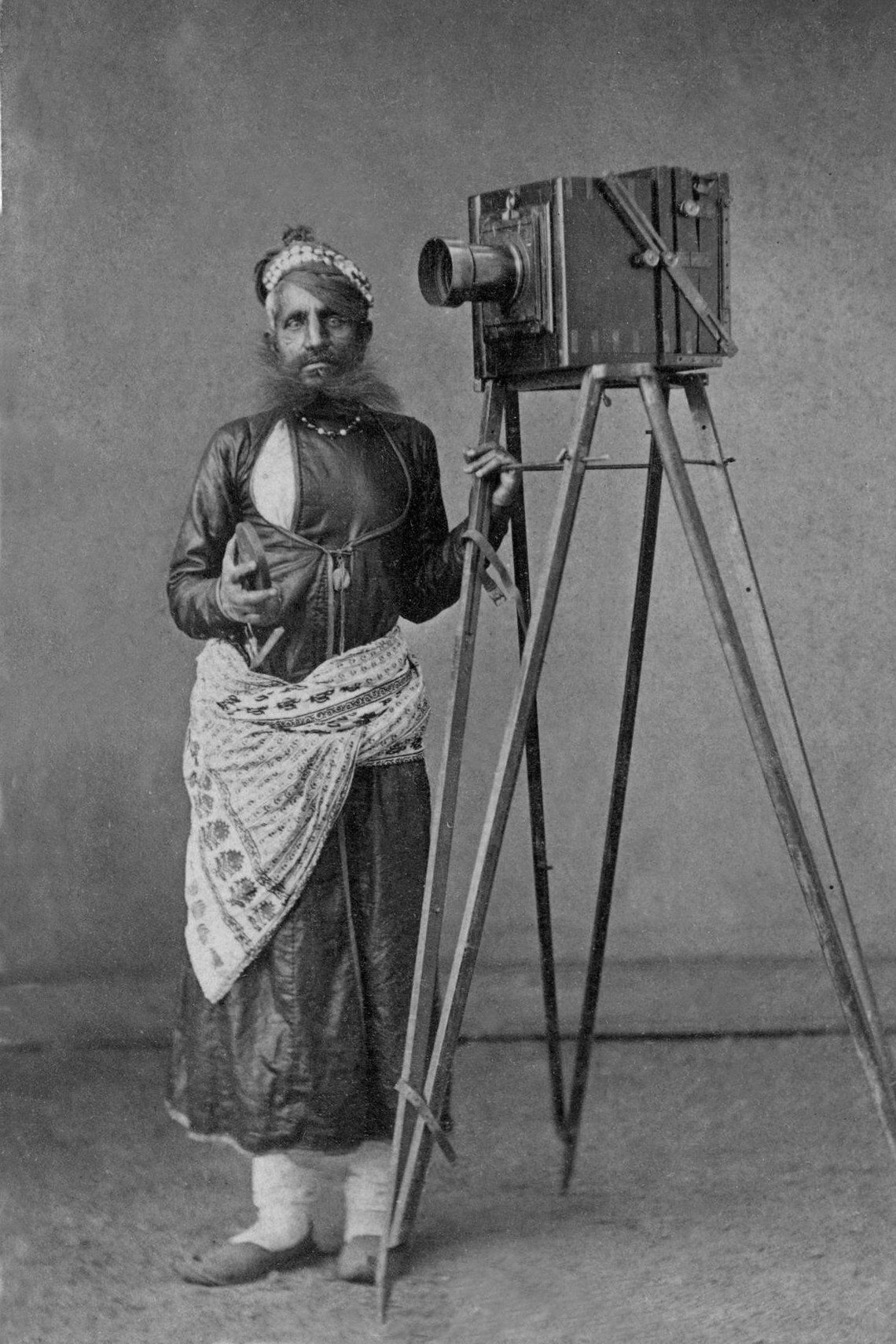
Портрет Мохан Лала, придворного художника и фотографа в Удайпуре, ок. 1875

Фотография в Индии появилась вскоре после её изобретения в Европе в 1839 году.

## История
Вскоре после изобретения фотографии в Европе британские офицеры и сотрудники Ост-индской компании познакомили с ней Индию. В начале 1840 года в Калькутте уже предлагались для продажи камеры и были сделаны первые дагеротипы. В Бомбее фотостудии начинают появляться с начала 1840-х; Бомбейское фотографическое общество было основано в 1854 году и к 1856-му насчитывало 200 членов, в 1856—1858 Общество издаёт «The Indian Amateurs' Photographic Album» с альбуминовыми отпечатками. В 1855—1857 году фотография преподаётся в Эльфинстон-колледже. Фотографические общества появляются в 1850-е также в Калькутте и Мадрасе.

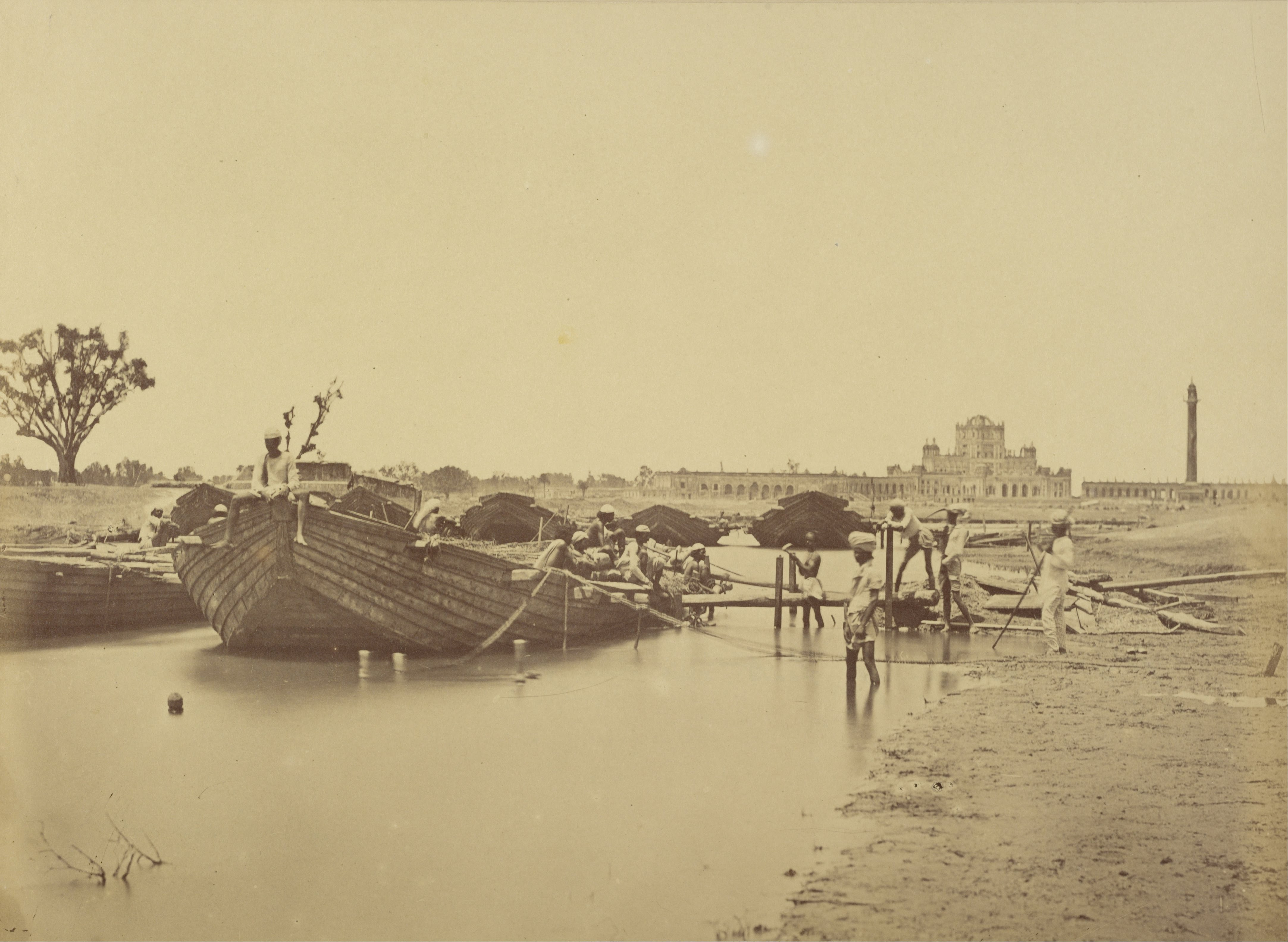
Ф. Беато. Переправа через реку Гомати, апрель 1858. Альбуминовая серебряная печать

В феврале 1858 года в Индию приехал Феликс Беато, он посетил несколько городов и снимал последствия восстания сипаев.

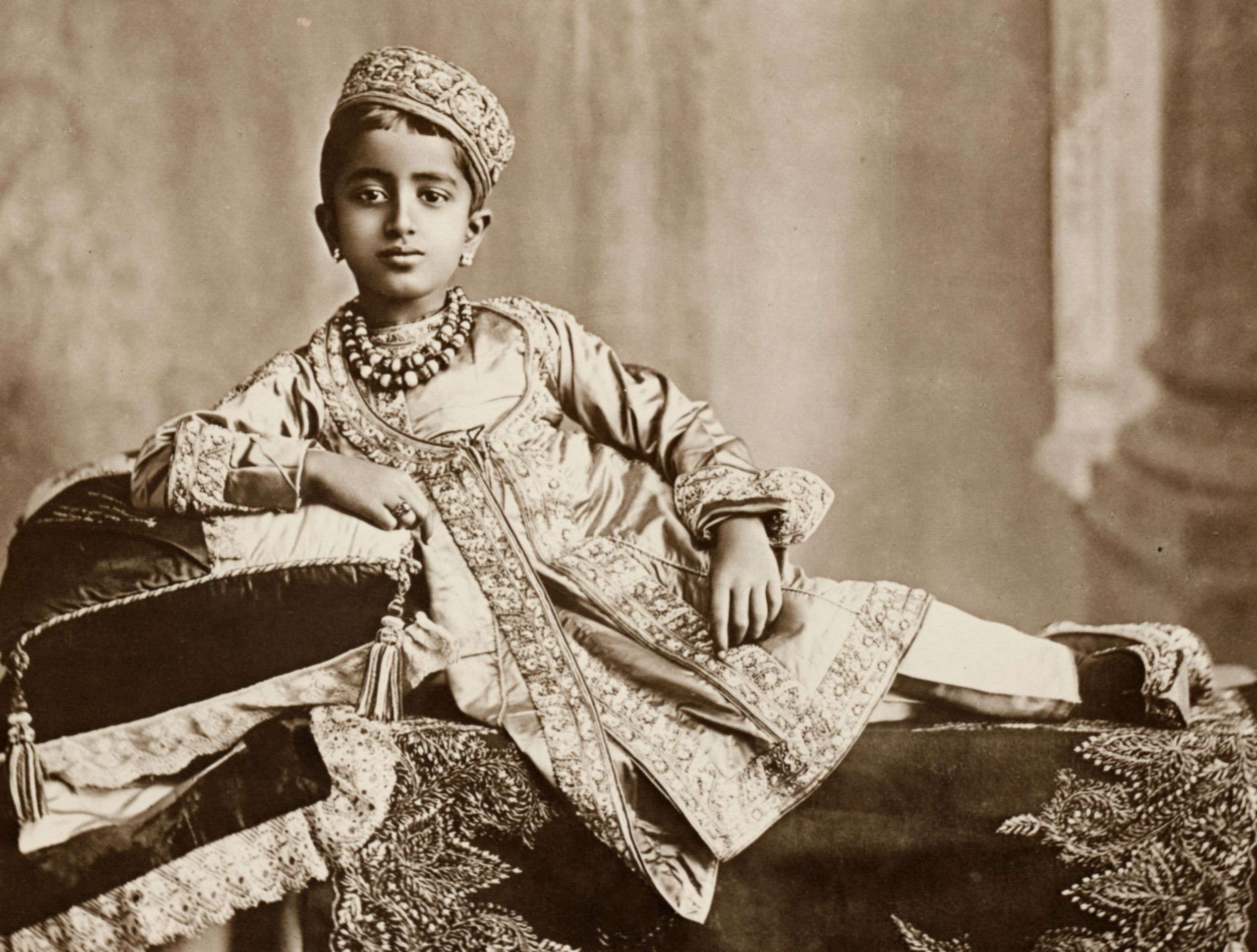
Лала Дин Даял. Фатех Сингх Рао, старший сын махараджи Бароды, 1891

Пионером индийской фотографии был Лала Дин Даял, работавший с конца 1860-х до начала XX века. Он занимался портретной, видовой, архитектурной съёмкой, с 1885 года — придворный фотограф.

### Документальная фотография
Ключевая фигура ранней индийской фотографии — Абидмиан Л. Сайед (Abidmian Lalmian Syed, 1904—1991), снимавший с середины 1920-х.
Индию 1940-х — 1950-х годов запечатлел Сунил Джанах.
Со второй половины 1960-х занимаются уличной фотографией и фотожурналистикой Рагху Рай и Рагубир Сингх. «Именно Сингх вернул цвет в жанровую и уличную фотографию 1970‑х. Однако меньшая известность индийского мастера по сравнению с европейцами заставляет задуматься о проницаемости границ „западного канона“».
С 1970-х снимает Пабло Бартоломью.

### Художественная фотография
С 1940-х до конца жизни снимал Кришна Гопал Махешвари (K. G. Maheshwari, 1922—2014).
Фотографией моды и знаменитостей с конца 1980-х занимался Прабудда Дасгупта.

## Организации и издания
Действует Федерация индийской фотографии — подразделение FIAP.